# Cheng Han
El Cheng Han (xinès tradicional: 成漢, xinès simplificat: 成汉, pinyin: Chénghàn; 303 o 304-347) va ser un estat dels Setze Regnes durant la Dinastia Jin (265-420) en la història xinesa. Va ser representat per dos estat, l'estat Cheng (成, pinyin Chéng) instaurat el 304 per Li Xiong i l'estat Han (汉, pinyin Hàn) proclamat el 338 per Li Shou.